# 牛頓鸚鵡
牛頓鸚鵡（Psittacula exsul），又名羅德里格斯環頸鸚鵡，是羅德里格斯島特有的一種鸚鵡。牠們約長40厘米，呈藍灰色。
牛頓鸚鵡的種小名是為紀念最初紀錄牠們的François Leguat的難民身份。最後是於1875年觀察到牠們，目前只餘下兩組完整的標本及數個亞化石。

## 標本
牛頓鸚鵡有兩組完全的標本存放在劍橋大學，一個雄性及一個雌性。雌鳥標本是由毛里裘斯的殖民官愛德華·牛頓交給他的哥哥阿弗烈·牛頓，而阿弗烈於1872年正式作出描述。雄鳥標本是於1875年射殺的，從其喙的顏色及雙翼沒有紅點而估計是一隻雛鳥。目前亦有發現一些亞化石。

## 描述
牛頓鸚鵡長約40厘米，其中不半是牠們的尾羽。牠們的外觀像其他鸚鵡，頸上有黑環，不過牠們卻呈藍灰色，而非綠色。瞳孔呈黃色，上身較深色，下身則較淺色。雄鳥從蠟膜至眼睛間有一條較深色的線。雌鳥的頭部較灰色，其頸上黑環不大明顯。早期的報告指牠們肩膀上有紅點，但現存的兩個標本都沒有，因而估計雄鳥標本是一隻雛鳥。另外亦有發現綠色的牛頓鸚鵡。

## 滅絕
牛頓鸚鵡最初是由François Leguat紀錄。他認為牛頓鸚鵡很豐富，主要是吃橄欖樹類的果實。他發現牛頓鸚鵡可以作為食物及能夠模仿說話，於離開毛里裘斯時就帶走了一隻。於1726年有另一個有關的紀錄。後來法國數學家彭革雷（Alexandre Pingré）於1761年到了羅德里格斯觀察金星凌日時，發現牛頓鸚鵡已很稀少。
牛頓鸚鵡的滅絕可能是因失去棲息地及獵殺所致。